# Jett Alexander
Jett Alexander, född 8 november 1999, är en kanadensisk ishockeymålvakt som spelade en minut och tio sekunder i en NHL-match för Toronto Maple Leafs när de mötte Montreal Canadiens på hemmaplan i Scotiabank Arena i Toronto, Ontario i Kanada den 8 april 2023.
Maple Leafs ena målvakt Matt Murray tvingades lämna återbud på grund av skada. De hade heller ingen möjlighet att kalla upp någon reservmålvakt från deras farmarlag Toronto Marlies (AHL) och Newfoundland Growlers (ECHL). Det innebar att laget stod endast med Ilja Samsonov till förfogande inför matchen mot Canadiens. Maple Leafs tvingades då signera ett amatörkontrakt på en dag med Alexander i syfte att han skulle vara akut backup till Samsonov. När det återstod en minut och tio sekunder av matchen då beslutade tränaren Sheldon Keefe att byta ut Samsonov i förmån av Alexander, matchen var ändå till Maple Leafs fördel när det stod 7–1 till dem.
Alexander hade under säsongen 2021–2022 varit akut backup till Colorado Avalanche när Avalanche mötte just Maple Leafs. Dock var det bara för den första perioden. Avalanche kunde få dit Justus Annunen och som tog över Alexanders backup-roll för de två avslutande perioderna i den matchen.
Han studerar engelska, geovetenskap och miljövetenskap vid University of Toronto och spelar samtidigt för deras idrottsförening Toronto Varsity Blues ishockeylag i U Sports.
Alexander blev aldrig NHL-draftad.

## Statistik
M = Matcher, V = Vinster, F = Förluster, O = Oavgjorda, ÖF = Förluster på övertid eller straffar, MIN = Spelade minuter, IM = Insläppta Mål, N = Hållit nollan, GAA = Genomsnitt insläppta mål per match, R% = Räddningsprocent

### Grundserie
| Säsong     | Lag                        | Liga        | M           | V           | F           | O           | ÖF          | MIN         | IM          | N           | GAA         | R%          |             |
| ---------- | -------------------------- | ----------- | ----------- | ----------- | ----------- | ----------- | ----------- | ----------- | ----------- | ----------- | ----------- | ----------- | ----------- |
| 2015–2016  | North York Rangers         | OJHL        | 2           | 1           | 0           | 0           | —           | 100         | 9           | 0           | 5,40        | 0,870       | [ 5 ]       |
| 2016–2017  | Georgetown Raiders         | OJHL        | 7           | 5           | 1           | 0           | —           | 335         | 9           | 2           | 1,61        | 0,942       | [ 5 ]       |
|            | North York Rangers         | OJHL        | 16          | 8           | 5           | 0           | —           | 846         | 40          | 2           | 2,84        | 0,902       | [ 5 ]       |
| 2017–2018  | North York Rangers         | OJHL        | 27          | 15          | 9           | 0           | —           | 1518        | 53          | 1           | 2,09        | 0,929       | [ 5 ]       |
| 2018–2019  | North York Rangers         | OJHL        | 43          | 30          | 11          | 0           | —           | 2476        | 69          | 10          | 1,67        | 0,945       | [ 5 ]       |
| 2019–2020  | Prince George Spruce Kings | BCHL        | 40          | 13          | 19          | 5           | —           | 2138        | 112         | 0           | 3,14        | 0,946       | [ 5 ]       |
| 2020–2021  | Spelade ej.                | Spelade ej. | Spelade ej. | Spelade ej. | Spelade ej. | Spelade ej. | Spelade ej. | Spelade ej. | Spelade ej. | Spelade ej. | Spelade ej. | Spelade ej. | Spelade ej. |
| 2021–2022  | Toronto Varsity Blues      | U Sports    | 2           | 0           | 1           | 0           | —           | 84          | 6           | 0           | 4,29        | 0,880       | [ 5 ]       |
| 2022–2023  | Toronto Maple Leafs        | NHL         | 1           | —           | —           | —           | —           | 1           | 0           | 0           | 0,00        | 1,000       | [ 5 ]       |
|            | Toronto Varsity Blues      | U Sports    | 22          | 12          | 7           | 2           | —           | 1306        | 48          | 3           | 2,21        | 0,927       | [ 5 ]       |
| NHL totalt | NHL totalt                 | NHL totalt  | 1           | —           | —           | —           | —           | 1           | 0           | 0           | 0,00        | 1,000       |             |

### Slutspel
| Säsong    | Lag                        | Liga     | M  | V | F | O | MIN | IM | N | GAA  | R%    |       |
| --------- | -------------------------- | -------- | -- | - | - | - | --- | -- | - | ---- | ----- | ----- |
| 2016–2017 | North York Rangers         | OJHL     | 1  | — | — | — | —   | —  | — | 3,50 | 0,864 | [ 4 ] |
| 2017–2018 | North York Rangers         | OJHL     | 4  | — | — | — | —   | —  | — | 2,13 | 0,928 | [ 4 ] |
| 2018–2019 | North York Rangers         | OJHL     | 16 | — | — | — | —   | —  | — | 2,24 | 0,936 | [ 4 ] |
| 2019–2020 | Prince George Spruce Kings | BCHL     | 3  | — | — | — | —   | —  | — | 2,59 | 0,914 | [ 4 ] |
| 2022–2023 | Toronto Varsity Blues      | U Sports | 6  | — | — | — | —   | —  | — | 2,72 | 0,918 | [ 4 ] |
| .         |                            |          |    |   |   |   |     |    |   |      |       |       |